# Piano dans l'orchestre
La présence du piano dans l'orchestre se traduit de deux manières opposées, en fonction du rôle confié à l'instrument.
Tout d'abord, parmi les œuvres où le pianiste joue une partie soliste importante par rapport à l'orchestre, on trouve les concertos pour piano, les symphonies concertante avec piano et, d'une manière générale, toutes les partitions où le piano assume un rôle prépondérant dans le discours musical.
Une autre catégorie d'œuvres comprend toutes les pièces orchestrales où le piano est intégré parmi les autres instruments de l'orchestre, parfois distingué seulement comme « instrument obligé » (obligato), notamment pour ses qualités de timbre.
La difficulté de la partie de piano est alors très variable, allant de quelques accords ou arpèges à des traits plus complexes, notamment dans la musique contemporaine.

## Définition
Dans son Traité de l'orchestration, Charles Koechlin considère que « le rôle du piano à l'orchestre est de deux genres : 
1. Il joue, en soliste, un concerto ou une symphonie concertante. En ce cas, la virtuosité est souvent de rigueur, et le musicien qui compose un ouvrage de ce genre doit connaître à fond la technique du piano.
2. Le piano intervient dans l'orchestre, non plus comme soliste et « en-dehors », mais s'incorporant au reste, ainsi que les harpes, le célesta, les bois, les pizzicati, etc. Alors, en général, les parties qu'on écrit pour cet instrument exigent moins la connaissance approfondie de sa technique que l'intuition de ce que peut donner sa sonorité parmi celle des autres instruments ».

## Exemples historiques

### Hector Berlioz
Berlioz est le premier compositeur à s'intéresser au piano comme à un instrument d’orchestre, dès 1831, dans le finale de Lélio ou le Retour à la vie. En 1941, Charles Koechlin regrettait encore « la force de l’usage, ou plutôt l’éternelle routine. On était habitué à l’idée d’opposer le piano à l’orchestre. […] Les exemples d’utilisation du piano, pour son timbre au milieu de l’orchestre, étaient rares. Berlioz n’en cite qu’un dans son Traité, et cet exemple (d’ailleurs très réussi) est de Berlioz lui-même ».
Au début de la « fantaisie sur la Tempête de Shakespeare », en effet, Berlioz emploie le piano « à quatre mains pour accompagner les voix. Les mains inférieures exécutent, de bas en haut, un arpège rapide en triolets, auquel répond, sur la seconde moitié de la mesure, un autre arpège à trois parties exécuté de haut en bas par une petite flûte, une grande flûte et une clarinette, sur lequel frémit un double trille en octaves des deux mains supérieures du piano. Aucun autre instrument connu ne produirait cette sorte de grésillement harmonieux que le piano peut rendre sans difficulté » :

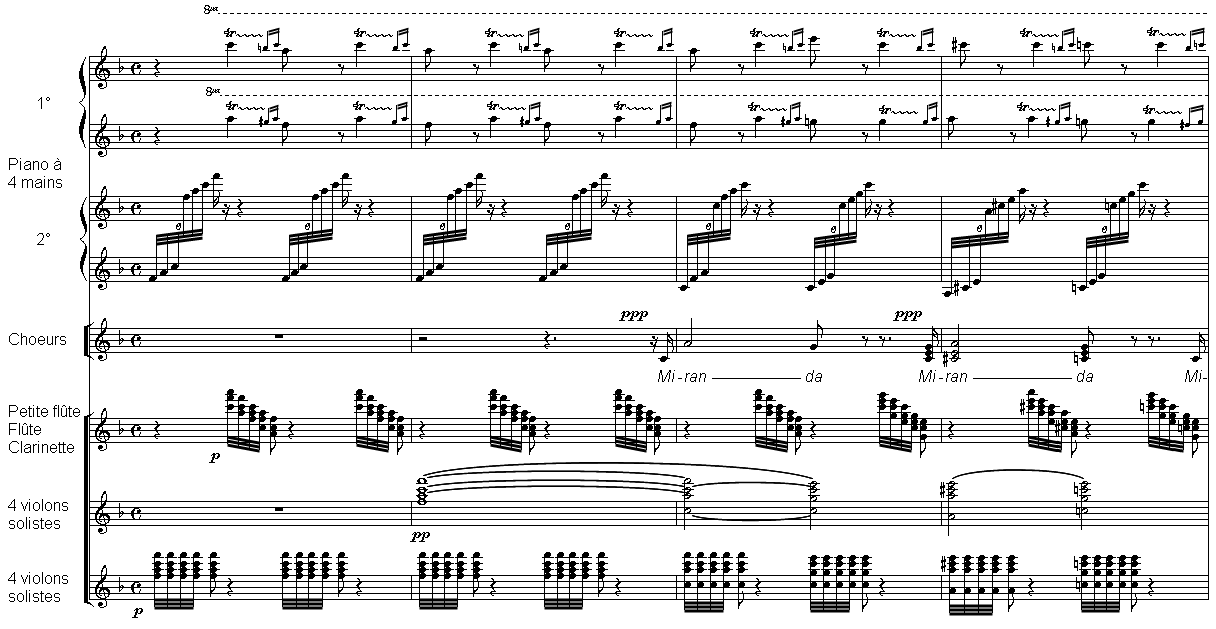
Premières mesures de la « fantaisie sur La Tempête » de Lélio.

### L'opéra russe
En Russie, Rouslan et Ludmila de Mikhaïl Glinka, puis Snégourotchka de Nikolaï Rimski-Korsakov, montrent une utilisation du piano associé à la harpe dans l'orchestre pour évoquer le gousli des anciens bardes russes :

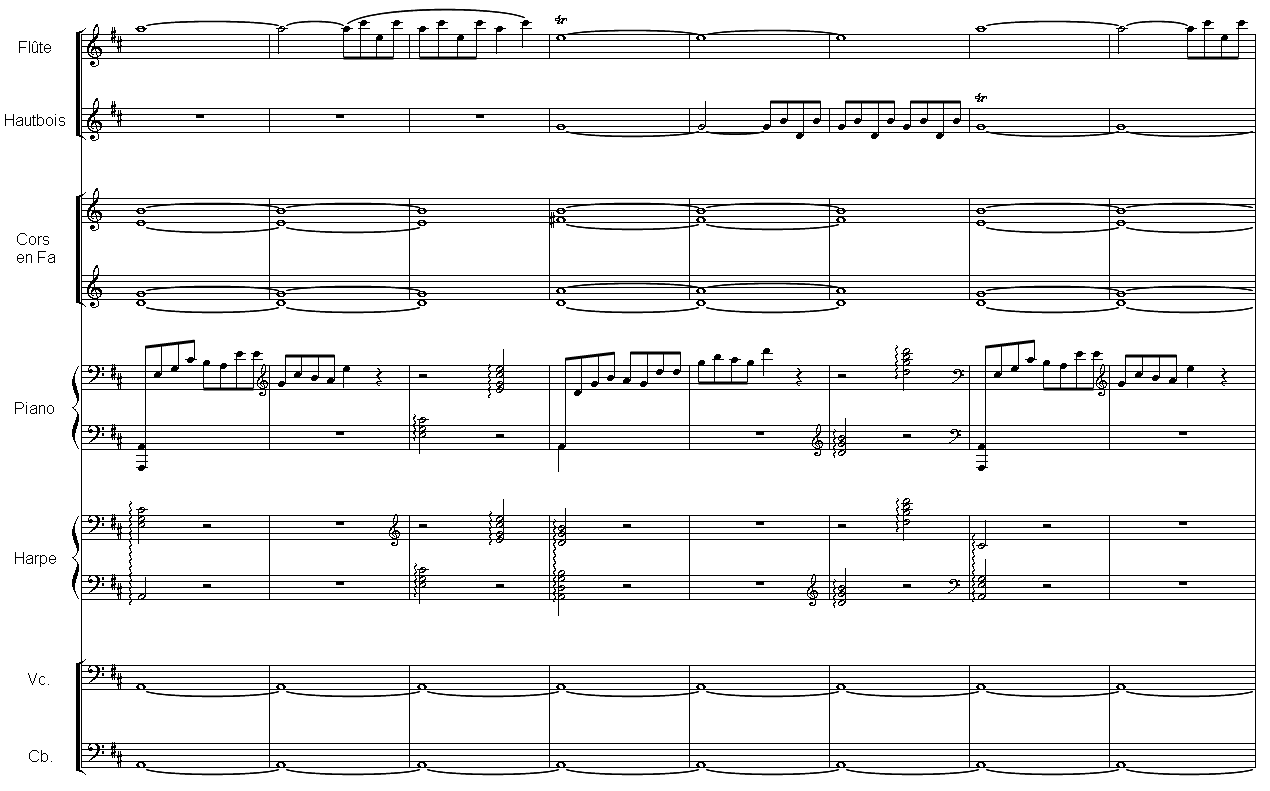
Nikolaï Rimski-Korsakov, Snégourotchka, acte IV.

### Charles Koechlin
Dans son Traité de l'orchestration, Charles Koechlin cite la « Berceuse phoque », premier de ses Trois poèmes de la jungle op. 18, intégrés dans Le Livre de la jungle, pour l'intérêt des arpèges confiés au piano :

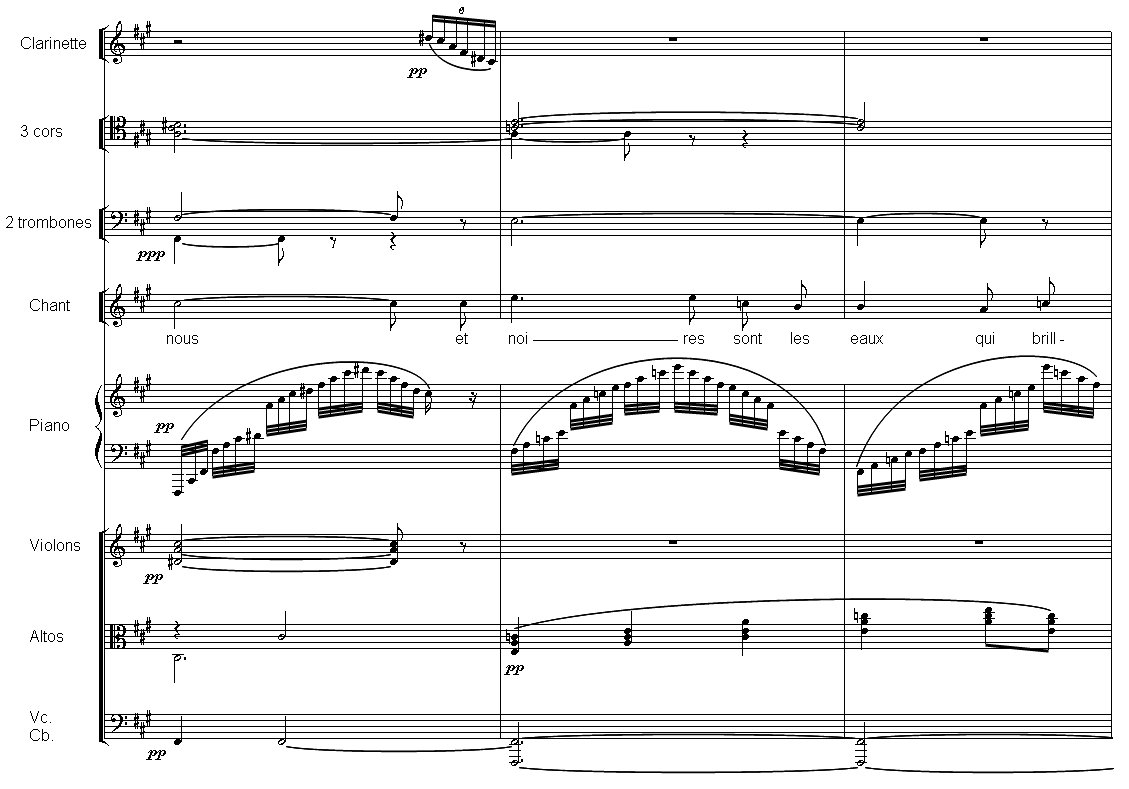
Charles Koechlin, « Berceuse phoque ».

## Œuvres

### Pour piano et orchestre
- Les cinq concertos symphoniques avec piano d'Henry Litolff.
- Ballade, op. 19 et Fantaisie, op. 111 pour piano et orchestre de Gabriel Fauré,
- Symphonie cévenole, op. 25 de Vincent d'Indy, composée en 1886, et créée le 20 mars 1887 aux Concerts Lamoureux,
- Prométhée ou le Poème du feu, op.60 d'Alexandre Scriabine, créé le 2 mars 1911 sous la direction de Serge Koussevitsky, avec le compositeur au piano,
- Poème pour piano et orchestre, op. 50 de Louis Vierne, créé le 2 avril 1926 par José Iturbi et  l'orchestre des Concerts Lamoureux sous la direction de Paul Paray,
- Symphonie no 4 de Karol Szymanowski, créée le 9 octobre 1932, avec le compositeur au piano,
- Symphonie concertante, op. 82 de Florent Schmitt, commande de Serge Koussevitsky, créée par l'Orchestre symphonique de Boston, le 24 novembre 1932, avec le compositeur au piano, sous la direction de Koussevitsky

### Pour orchestre avec piano
- Troisième symphonie « avec orgue », op. 78 de Camille Saint-Saëns, composée en 1886 et créée le 19 mai 1886 à Londres sous la direction du compositeur. Dans les deux dernier mouvements, il est fait appel à un piano joué à quatre mains.
- Le Printemps, la Fantaisie pour piano et orchestre et Khamma de Claude Debussy,
- Le Bal de Béatrice d'Este de Reynaldo Hahn,
- Les Cloches, op. 35 et les Trois Chansons russes, op. 41 de Sergueï Rachmaninov,
- Petrouchka d'Igor Stravinsky,
- Symphonie no 3 (« Chant de la nuit ») et Concerto pour violon no 2, op. 61 de Karol Szymanowski,
- Symphonie no 2 op. 40, Symphonie no 5, op. 100, Symphonie no 6, op. 111 et Symphonie no 7, op. 131 de Sergueï Prokofiev,
- Symphonie no 3 Ungdomsbrus (La melodia) (« Frémissement de la jeunesse ») pour orchestre avec piano obligé et chœur mixte ad libitum, BVN 96 de Rued Langgaard (1916, rév. 1933),
- Suite de danses et Musique pour cordes, percussion et célesta de Béla Bartók,
- Pini di Roma (1924) d'Ottorino Respighi,
- Suite symphonique Paris (1930) de Jacques Ibert,
- Sensemayá, poème symphonique de Silvestre Revueltas,
- Symphonies no 1 à no 5 de Bohuslav Martinů,
- Troisième symphonie de Willem Pijper,
- Suite d'orchestre no 2, op. 20 et Symphonie de chambre, op. 33 de Georges Enesco,
- Danses roumaines de Dinu Lipatti,
- L'Offrande musicale sur le nom de Bach, op. 187 de Charles Koechlin, où le piano se voit même confier une pièce en soliste (n°7, « Feuillet d'album »),
- Concertino pour trompette, orchestre à cordes et piano (1948) et 2d Concerto pour trompette (1954) d'André Jolivet,
- Symphonie no 1 et Concerto pour violon d'Henri Dutilleux[6],
- Turangalîla-Symphonie (1948) d'Olivier Messiaen.
- Concerto pour trompette et orchestre de chambre (1956) de Charles Chaynes,
- Symphonie nº 3, op. 36 d'Henryk Górecki,
- Symphonie nº 11 d'Alexandre Lokchine.

### Opéras et musiques de scène
- Wozzeck d'Alban Berg, où un piano désaccordé est requis sur scène pour la scène 3 de l'acte III[7],
- L'Enfant et les Sortilèges (1925) de Maurice Ravel,
- Le Mandarin merveilleux (1926) de Béla Bartók,
- Aucassin et Nicolette de Paul Le Flem, dont l'orchestre se limite aux cordes, harpe, piano et orgue,
- The Turn of the Screw de Benjamin Britten, parmi un ensemble de 13 instruments,
- Volo di notte de Luigi Dallapiccola, d'après le roman Vol de nuit de Saint-Exupéry.

### Cas particuliers
- The Warriors (1913-1916) de Percy Grainger, où trois pianos sont nécessaires au sein de l'orchestre — les audaces polyrythmiques de la partition nécessitent deux chefs d'orchestre,
- Sfærernes Musik (« L'Harmonie des sphères », 1916-1918) de Rued Langgaard, où l'interprète attaque directement les cordes du piano, notamment en glissando — la partition fait appel à deux orchestres.
- Salmo IX (1934-1936) de Goffredo Petrassi, pour chœurs, cuivres, deux pianos, percussions et cordes.
- Bohuslav Martinů intègre une partie de piano soliste, simple mais bien présente, dans son Concerto pour clavecin et petit orchestre (H 246, 1936), malgré la réputation d'incompatibilité entre piano et clavecin. Le piano concertant n'a pas le rôle que lui attribue Eliott Carter dans son Double concerto pour clavecin, piano et deux orchestres de chambre.
- Frank Martin associe le piano à la harpe et au clavecin, accompagnés d'un orchestre à cordes, dans sa Petite Symphonie concertante, op.54 (1946).
- In Tempus Praesens, concerto pour violon de Sofia Goubaïdoulina (2007) intègre à la fois le piano et le clavecin amplifié dans l'orchestre[8].
- En orchestrant la suite pour piano Les Heures persanes, op. 65, Charles Koechlin conserve une partie de piano au sein de l'orchestre. Pierre-Octave Ferroud fait de même en orchestrant Types, initialement composés pour piano seul.